# Rocky Pentello
Rocky Pentello (...) è un ex giocatore di football americano statunitense, che ha giocato come quarterback.
Dopo aver giocato per la squadra universitaria dei Capital Crusaders passa ai Dolphins Ancona, squadra in cui rimane per 5 stagioni.

## Palmarès
- 1 Mondiale (2007)